# 3-тя танкова дивізія СС «Тотенкопф»
3-тя Танкова Дивізія СС «Тотенкопф» («Мертва голова») (нім. 3.SS-Panzer-Division «Totenkopf») — елітна німецька танкова дивізія у складі військ Ваффен-СС, що існувала в 1939—1945 роках.

## Формування
Дивізію було сформовано з особового складу 1,2,3, 4 штандартів SS-TV, та Хаймвера-СС «Данциг», а також з персоналу, що охороняв концтабори. Першим командиром дивізії став Теодор Ейке, колишній начальник концтабору «Дахау». Пізніше, будівлі концтабору використовувались як база для тренування різних дивізій СС.

## Історія

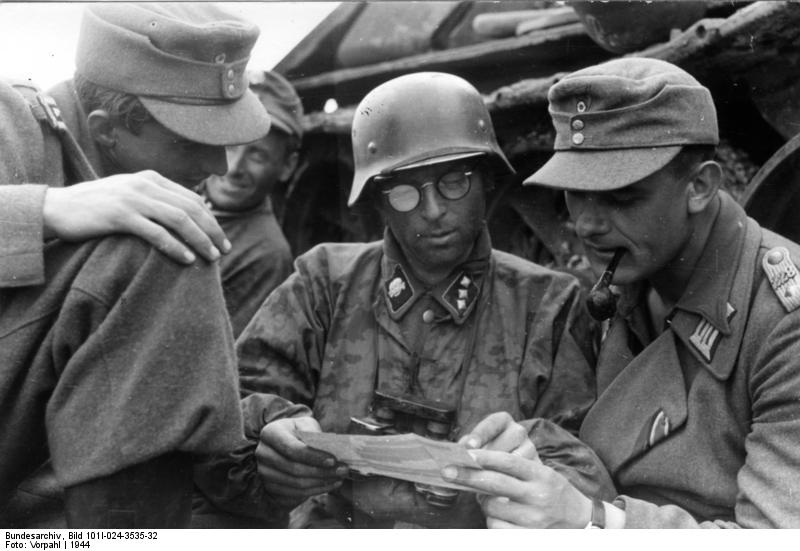
Унтерштурмфюрер дивізії СС «Мертва голова», та обер-лейтенант 228 піхотного полку Вермахту (1944 рік)

Дивізія брала участь у Французькій кампанії, а після перемоги німецьких військ, залишилась там як окупаційні сили. Під час німецько-радянської війни, дивізія воювала на північних територіях СРСР. За 1941–1942 роки «Тотенкопф» зазнала значних втрат. З березня 1943 року, «Мертва Голова» брала участь у битві за Харків, а після цього — у Курській битві. Тривалий час стримувала наступ радянських військ на Кривий Ріг, важливий центр металургійної промисловості. Після поразки німецьких військ, дивізія воювала проти радянських частин у Румунії, Молдові, на заході України, завдаючи значних втрат танковим арміям СРСР. У 1945 році, «Тотенкопф» відступила до Австрії, де залишки дивізії — 1000 вояків та 6 танків здалися у полон американцям, а пізніше були передані СРСР.

## Командири дивізії
- Группенфюрер СС та Генерал-лейтенант Ваффен-СС Теодор Ейке (1 листопада 1939 — 7 липня 1941)
- Оберфюрер СС Маттіас Кляйнгайстеркамп (7 липня — 18 липня 1941)
- Бригадефюрер СС та Генерал-майор Ваффен-СС Георг Кепплер (18 липня — 19 вересня 1941)
- Обергруппенфюрер СС та Генерал Ваффен-СС Теодор Ейке (19 вересня 1941 — 26 лютого 1943)
- Бригадефюрер СС та Генерал-майор Ваффен-СС Макс Зімон (26 лютого — 27 квітня 1943)
- Штандартенфюрер СС Гайнц Ламмердінг (27 квітня — 1 травня 1943) (діє від імені Макса Зімона)
- Бригадефюрер СС та Генерал-майор Ваффен-СС Германн Прісс (1 травня — 10 жовтня 1943) (діє від імені Макса Зімона)
- Группенфюрер СС та Генерал-лейтенант Ваффен-СС Германн Прісс (10 жовтня 1943 — 20 червня 1944)
- Оберфюрер СС Карл Улльріх (20 червня — 13 липня 1944)
- Бригадефюрер СС та Генерал-майор Ваффен-СС Гельмут Беккер (13 липня 1944 — 8 травня 1945)

## Склад дивізії
- 3-й Танковий Полк СС «Тотенкопф»
- 5-й Панцергренадерський Полк СС «Тотенкопф»
- 6-й Панцергренадерський Полк СС «Теодор Ейке»
- 3-й Самохідний Артилерійський Полк СС «Тотенкопф»
- 3-й Самохідний Розвідувальний Батальйон СС «Тотенкопф»
- 3-й Батальйон Штурмових гармат СС «Тотенкопф»
- 3-й Протитанковий Батальйон СС «Тотенкопф»
- 3-й Зенітний Батальйон СС «Тотенкопф»
- 3-й Саперний Батальйон СС «Тотенкопф»
- 3-й Самохідний Батальйон зв'язку СС «Тотенкопф»
- 3-й Самохідний Ремонтний Батальйон СС «Тотенкопф»
- 3-й Санітарний Батальйон СС «Тотенкопф»
- 3-й Батальйон Постачання СС «Тотенкопф»

## КавалериЛицарського хреста Залізного хреста

### Лицарський хрест Залізного хреста (46)
- Вальтер Бестманн — штурмбаннфюрер СС, командир розвідувального батальйону СС (28 вересня 1941).
- Фріц Крістен — штурмманн СС, навідник гармати 2-ї роти протитанкового дивізіону СС (20 жовтня 1941).
- Макс Зімон — оберфюрер СС, командир 1-го піхотного полку СС (20 жовтня 1941).
- Теодор Ейке — группенфюрер СС і генерал-лейтенант військ СС, командир дивізії (26 грудня 1941).
- Франц Клеффнер — штурмбаннфюрер СС, командир мотоциклетного полку СС «Мертва голова» (19 лютого 1942).
- Карл Улльріх — штурмбаннфюрер СС, командир саперного батальйону СС «Мертва голова» (19 лютого 1942)
- Людвіг Кехле — обершарфюрер СС, командир бойової розвідувальної групи 5-ї роти 1-го піхотного полку СС «Мертва голова» (28 лютого 1942).
- Губерт-Ервін Маєрдресс — оберштурмфюрер СС, командир батареї штурмових гармат артилерійського полку СС «Мертва голова» (13 березня 1942).
- Ернст Штойдле — обершарфюрер резерву СС, передовий спостерігач 8-ї батареї артилерійського полку СС «Мертва голова» (10 квітня 1942).
- Вільфред Ріхтер — оберштурмфюрер СС, командир батареї дивізіону штурмових гармат СС «Мертва голова» (21 квітня 1942).
- Георг Бохман — гауптштурмфюрер СС, командир 3-го протитанкового дивізіону СС і бойової групи «Бохманн» (3 травня 1942).
- Макс Зеела — гауптштурмфюрер СС, командир 3-ї роти самперного батальйону СС «Мертва голова» (3 травня 1942).
- Отто Баум — штурмбаннфюрер СС, командир 3-го батальйону 3-го піхотного полку СС «Мертва голова» (8 травня 1942)
- Едуард Дайзенгофер — штурмбаннфюрер СС, доктор права, командир 1-го батальйону 1-го піхотного полку СС «Мертва голова» (8 травня 1942).
- Отто Крон — гауптштурмфюрер СС командир 3-го зенітного дивізіону СС (28 червня 1942).
- Август Цінгель — унтершарфюрер СС, командир бойової групи «Краут» і 15-ї роти 1-го піхотного полку СС «Мертва голова» (4 жовтня 1942)
- Ганс Гірнінг — роттенфюрер СС, гранатометник 6-ї роти 1-го піхотного полку СС «Мертва голова» (23 жовтня 1942).
- Вальтер Герт — оберштурмфюрер резерву СС, командир 7-ї батареї 3-го танкового артилерійського полку СС (31 березня 1943).
- Арцеліно Мазарі — гауптштурмфюрер СС, командир 3-го розвідувального батальйону СС (3 квітня 1943).
- Вальтер Редер — гауптштурмфюрер СС, командир 1-го батальйону 5-го моторизованого полку СС «Туле» (3 квітня 1943).
- Йоахім Шубах — штурмбаннфюрер СС, командир 2-го батальйону 5-го моторизованого полку СС «Туле» (3 квітня 1943).
- Герман Прісс — оберфюрер СС, командир 3-го артилерійського полку СС (28 квітня 1943).
- Вальдемар Ріфкогель — оберштурмфюрер СС, командир 1-ї роти 3-го танкового полку СС (11 липня 1943).
- Ернст Демель — гауптштурмфюрер СС, в.о. командира 3-го дивізіонгу штурмових гармат СС (15 серпня 1943).
- Ернст Гойсслер — штурмбаннфюрер СС, командир 2-го батальйону 5-го моторизованого полку СС «туле» (15 серпня 1943)
- Гельмут Беккер — штандартенфюрер СС, командир 6-го моторизованого полку СС «Теодор Ейке» (7 вересня 1943).
- Курт Франке — гауптшарфюрер СС, командир бойової рзвідувальної групи 11-ї роти 6-го моторизованого полку СС «Теодор Ейке» (3 жовтня 1943).
- Рудольф Зойменіхт — гауптштурмфюрер СС, командир 2-ї роти 3-го танкового полку СС (13 жовтня 1943).
- Берндт Любіх фон Мілофан — оберштурмфюрер СС, командир 1-ї батареї 3-го дивізіону штурмових гармат СС (14 жовтня 1943).
- Фріц Бірмаєр — гауптштурмфюрер СС, командир 2-го батальйону 3-го танкового полку СС (10 грудня 1943).
- Фелікс Пшедвоєвскі — унтершарфюрер СС, командир гармати 2-ї батареї 3-го дивізіону штурмових гармат СС (16 грудня 1943).
- Лотар Свіжінскі — роттенфюрер СС, командир групи 10-ї роти 5-го моторизованого полку СС «Туле» (16 грудня 1943).
- Герман Бухнер — гауптштурмфюрер СС, командир 3-го батальйону 5-го моторизованого полку СС «Туле» (16 червня 1944).
- Йоганн Фідлер — унтершарфюрер СС, командир взводу 5-ї роти 6-го моторизованого полку СС «Теодор Ейке» (16 червня 1944).
- Йозеф Реллеке — унтершарфюрер СС, командир відділення зв'язку 3-го батальйону 5-го моторизованого полку СС «Туле» (16 червня 1944).
- Йозеф Свінтек — оберштурмбаннфюрер СС, командир 3-го танкового артилерійського полку СС (23 серпня 1944).
- Еріх Ебергардт — оберштурмбаннфюрер СС, 1-й офіцер генштабу дивізії (23 серпня 1944).
- Адольф Пітчелліс — штурмбаннфюрер СС, командир 3-го протитанкового дивізіону СС (23 серпня 1944).
- Вальтер Маттерн — оберштурмфюрер СС, командир 7-ї роти 3-го танкового полку СС (20 жовтня 1944).
- Герман Ланг — обершарфюрер СС, командир відділення зв'язку 1-го батальйону 5-го моторизованого полку СС «Туле» (23 жовтня 1944).
- Альфред Тічкус — унтершарфюрер СС, командир групи 3-ї роти 3-го танкового розвідувального батальйону СС (11 грудня 1944).
- Крістіан Бахманн — гауптштурмфюрер СС, командир 2-го батальйону 5-го моторизованого полку СС «Туле» (28 лютого 1945).
- Борис Краас — штурмбаннфюрер СС, командир 3-го протитанкового дивізіону СС (28 лютого 1945).
- Ганс Ендресс — гауптштурмфюрер резерву СС, командир 2-го батальйону 6-го моторизованого полку СС «Теодор Ейке» (23 березня 1945).
- Гайнц Мюллер — гауптштурмфюрер резерву СС, командир 3-го батальйону 6-го моторизованого полку СС «Теодор Ейке» (23 березня 1945).

### Лицарський хрест Залізного хреста з Дубовим листям (8)
- Теодор Ейке — Обергруппенфюрер СС та Генерал Ваффен-СС, командир Дивізії СС «Тотенкопф» (20 квітня 1942)
- Георг Бохманн — Штурмбаннфюрер СС, командир 2-го Батальйону Мотоциклетного полку СС «Туле» (17 травня 1943)
- Отто Баум — Оберштурмбаннфюрер СС, командир 5-го Панцергренадерського Полку СС «Тотенкопф» (22 серпня 1943)
- Герман Прісс — Бригадефюрер СС та Генерал-майор Ваффен-СС, командир Панцергренадерської Дивізії СС «Тотенкопф» (9 вересня 1943)
- Губерт-Ервін Маєрдресс — Гауптштурмфюрер СС, командир 1-го Батальйону 3-го Танкового полку СС «Тотенкопф» (5 жовтня 1943)
- Карл Улльріх — Оберштурмбаннфюрер СС, командир 6-го Панцергренадерського Полку СС «Теодор Ейке» (14 травня 1944)
- Гельмут Беккер — Оберфюрер СС, командир 3-ї Танкової Дивізії СС «Тотенкопф» (21 вересня 1944)
- Фріц Бірмаєр — Штурмбаннфюрер СС, командир 2-го Батальйону 3-го Танкового полку СС «Тотенкопф» (26 грудня 1944)

### Лицарський хрест Залізного хреста з Дубовим листям і Мечами (1)
- Герман Прісс — Бригадефюрер СС та Генерал-майор Ваффен-СС, командир 3-ї Танкової Дивізії СС «Тотенкопф» (24 квітня 1944)

|  | Кавалери Лицарського хреста Залізного хреста                                      | 45 |
|  | Категорія:Кавалери Лицарського хреста Залізного хреста з Дубовим листям           | 8  |
|  | Категорія:Кавалери Лицарського хреста Залізного хреста з Дубовим листям та Мечами | 1  |

## Однострої та емблеми

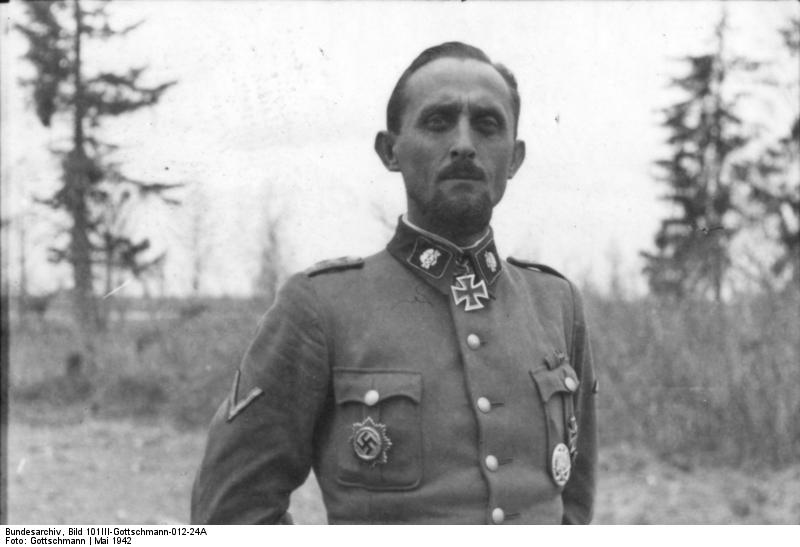
У гауптштурмфюрера СС дивізії СС «Мертва голова» Макса Сіла, емблема підрозділу на обох петлицях (1942 рік)

У 1939 році у складі Ваффен-СС було створено дивізію СС «Мертва голова». Особовий склад дивізії носив сірий стандартний однострій Ваффен-СС. Та петлицях замість рун СС, розташовувалася емблема з «мертвою головою». Всупереч загально використовуваної у СС системи знаків розрізнення (знаки розрізнення членів СС молодше штандартенфюрера, розташовувалися на лівій петлиці, на правій петлиці була емблема чи номер підрозділу) у дивізії «Мертва голова», були випадки розташування емблеми «мертва голова» на обох петлицях. Таким чином звання військовика, як і у Вермахті, вказували лише погони.
На лівому рукаві особового складу дивізії була чорна манжетна стрічка з емблемою, аналогічною на петлицях. З 1942 року з'являється у використані стрічка з назвою дивізії («Totenkopf»). Також свої манжетні стрічки були у особового складу 5-го полку «Тулє» («Thule»), 6-го полку «Теодор Ейке» («Theodor Eicke»), у військовиків колишнього хаймверу Данциґ з 3-го полку («Heimwehr Danzig», «SS-Heimwehr Danzig»).

## Зміни статуса
- Моторизована дивізія СС «Мертва голова» (1939 — зима 1942/43);
- Панцергренадерська дивізія СС «Мертва голова» (зима 1942/43 — 22 жовтня 1943)[4];
- 3-тя танкова дивізія СС «Мертва голова» (22 жовтня 1943 — 9 травня 1945)[5].